# Marc Planus
Marc Planus (født 7. marts 1982 i Bordeaux, Frankrig) er en fransk tidligere fodboldspiller, der spillede som forsvarsspiller hos Ligue 1-klubben Girondins Bordeaux. Han spillede for klubben hele sin seniorkarriere, og var blandt andet med til at vinde det franske mesterskab i 2009. Han optrådte desuden for klubben i både Champions League og UEFA Cuppen.

## Landshold
Planus debuterede for det franske landshold den 30. maj 2010 i et opgør mod Tunesien. Han var efterfølgende en del af landets trup til VM i 2010 i Sydafrika.

## Titler
Ligue 1
- 2009 med Girondins Bordeaux